# 한영식
한영식(1951년 8월 11일 ~ )은 대한민국의 정치인이다. 제2대 안성시장을 역임했다.

## 학력
- 죽산국민학교 (졸업)
- 죽산중학교 (졸업)
- 죽산상업고등학교 (졸업)
- 안성산업대학교 조경공학과 (중퇴)
- 동국대학교 행정대학원 (수료)

## 논란

### 공직선거법 위반
한영식은 시장 당선 이후 공직선거법을 위반한 혐의로 기소되어 대법원에서 실형이 확정되었다. 이에 1999년 10월, 안성시장직에서 물러났다.

## 역대 선거 결과
|  | 51.4% |

|  | 31.52% |

|  | 37.82% |

|  | 34.60% |

|  | 16.26% |